# Jefferson megye (Colorado)
Jefferson megye az Amerikai Egyesült Államokban, azon belül Colorado államban található. Megyeszékhelye Golden, legnagyobb városa Lakewood. Lakosainak száma 582 910 fő (2020. április 1.). Jefferson megye Boulder, Broomfield, Adams, Denver, Arapahoe, Douglas, Teller, Park, Clear Creek és Gilpin megyékkel határos.

## Népesség
A megye népességének változása:
| Lakosok száma | 535 232 | 538 878 | 545 476 | 551 798 | 565 524 | 582 910 |
|               | 2010    | 2011    | 2012    | 2013    | 2015    | 2020    |